# Shimmer (musica)
Lo shimmer è un effetto audio ottenuto inviando parte del segnale in una catena di effetti quali delay, pitch shifter, harmonizer e riverbero. Il risultato è una sorta di pad di tastiere che fa da sottofondo alle note emesse dallo strumento. Questa tecnica è stata messa a punto dal chitarrista degli U2, The Edge, in collaborazione con il produttore Brian Eno, e si può averne un esempio in brani come With or Without You, Mothers of the Disappeared, 4th of July e City of Blinding Lights.
Un pedale "all-in-one" che riproduce lo shimmer è il Verbzilla, prodotto dalla Line 6 oppure il Blue Sky e il Cloudburst della Strymon. Un esempio software di riverbero shimmer è invece prodotto dalla Valhalla.